# Liga lekkoatletyczna sezon 2008
Liga lekkoatletyczna sezon 2008 – rozgrywki ligowe organizowane przez Polski Związek Lekkiej Atletyki, podzielone na klasy rozgrywkowe: I i II ligę. 
Zawody rozgrywane były w dwóch rzutach, wiosennych mityngach oraz jesiennych zawodach finałowych. Wyniki uzyskane przez zawodników przeliczane były na punkty, które decydowały o miejscu zajmowanym przez dany klub.
Finał 1 Ligi (II rzut) odbył się 6 września 2008 w Zamościu.

## 1 Liga - tabela końcowa
| Miejsce | Nazwa klubu                   | I rzut | II rzut | Ilość Punktów | Uwagi  |
| ------- | ----------------------------- | ------ | ------- | ------------- | ------ |
| 1       | AZS AWF Warszawa (m)          | 3498   | 3388    | 6886          | złoto  |
| 2       | KS AZS AWF Kraków             | 3326   | 3200    | 6526          | srebro |
| 3       | AZS AWF Wrocław               | 3165   | 3093    | 6258          | brąz   |
| 4       | KS Podlasie Białystok         | 3175   | 2901    | 6076          |        |
| 5       | SL WKS Zawisza Bydgoszcz      | 3033   | 2952    | 5985          |        |
| 6       | KS AZS AWF Biała Podlaska     | 3225   | 2712    | 5937          |        |
| 7       | KS Agros Zamość               | 2927   | 2892    | 5819          |        |
| 8       | MKL Szczecin                  | 2928   | 2592    | 5520          |        |
| 9       | AZS AWF Katowice              | 2900   | 2533    | 5433          |        |
| 10      | KKL Kielce                    | 2651   | 2679    | 5330          |        |
| 11      | AZS AWF Gorzów                | 2769   | 2435    | 5204          |        |
| 12      | MKS MOS Płomień Sosnowiec (b) | 2691   | 2481    | 5172          |        |
| 13      | WKS Wawel Kraków              | 2606   | 2410    | 5016          |        |
| 14      | AZS Łódź                      | 2747   | 2247    | 4994          |        |
| 15      | LKS Lubusz Słubice            | 2371   | 2450    | 4821          |        |
| 16      | RKS Łódź (b)                  | 2124   | 1942    | 4066          |        |

| Opis tabeli ekstraklasy:               |
| -------------------------------------- |
| (m) - Mistrz z poprzedniego sezonu     |
| (b) - beniaminek                       |
| DNS - drużyna nieskwalifikowana        |
| mistrzostwo                            |
| spadek lub wycofanie klubu z rozgrywek |